# Задвинье (Тверская область)
Задвинье, Архангела, Михаило-Архангел погост — исчезнувший населённый пункт (тип: погост) Западнодвинского района Тверской области России. Ныне урочище на территории (с 2020 года) Западнодвинского муниципального округа.  
На месте погоста сохранилось кладбище.

## Название
Ойконим связан с географическим положением: «за Двиной» по отношению к уездному городу.
На топографической карте РККА 1923—1941 годов населённый пункт обозначен под названием Архангела. 

## География
Погост был расположен в северной части района, на левом берегу Западной Двины,  в двух с половиной километрах к юго-востоку от д. Мишково,  рядом с границей с Торопецким и недалеко от Андреапольского района.

## История
В 1812 году на погосте был построен каменный Преображенский храм, который был уничтожен в советское время.

## Инфраструктура
До Великой Отечественной войны имел 4 двора.